# تپه چناره ۴
تپه چناره ۴ مربوط به دوره هخامنشی است و در شهرستان پلدختر، بخش معمولان، دهستان معمولان، ۱۰۰۰ متری جنوب روستای چناره واقع شده و این اثر در تاریخ ۲۲ آبان ۱۳۸۶ با شمارهٔ ثبت ۲۰۱۰۶ به‌عنوان یکی از آثار ملی ایران به ثبت رسیده است.